# Virgil Măgureanu
Virgil Măgureanu, właśc. Virgil Astaliș (ur. 19 marca 1941 w Giurtelecu Hododului k. Satu Mare) – rumuński polityk, socjolog i agent wywiadu.

## Życiorys
Pochodził z Siedmiogrodu. W czasie nauki w technikum włókienniczym kierował szkolną organizacją młodzieży komunistycznej. W 1964 rozpoczął studia filozoficzne na Uniwersytecie Bukareszteńskim. W toku studiów wyjechał na półroczne stypendium do Moskwy. W tym czasie podjął czynną współpracę z Securitate, przypisywano mu także związki z sowieckim KGB. Ukończył studia w 1969, zmieniając używane do tej pory nazwisko Astaliș na panieńskie matki – Măgureanu. Podjął pracę w Akademii im. Ștefana Gheorghiu w Bukareszcie, ale już jesienią 1969 wyruszył z misją do Libii, aby współpracować z Muammarem Kadafim przy reorganizacji służb specjalnych. Bliska współpraca z oficerami KGB w czasie misji libijskiej spowodowała szybkie odwołanie go do kraju. Po krótkim okresie pracy na Wydziale Naukowego Socjalizmu Uniwersytetu Bukareszteńskiego w 1972 został skierowany do wywiadu zagranicznego, w którym działał jako Mihail Mihai. Zakończył swoją misję w 1973 w stopniu kapitana wracając do Akademii im. Ștefana Gheorghiu w Bukareszcie, gdzie w 1983 otrzymał tytuł profesora. W tym czasie prowadził zajęcia z socjologii polityki.
Prawdopodobnie należał do grona osób, które przygotowało objęcie władzy przez Iona Iliescu, po obaleniu Nicolae Ceaușescu, a także uczestniczył w procesie dyktatora. W marcu 1990 Iliescu powierzył mu kierowanie Rumuńską Służbą Informacji (Serviciului Român de Informații), powołaną do życia po rozwiązaniu Securitate. Po przegranych przez Iliescu wyborach w 1996 podał się do dymisji. Powołał do życia Narodową Partię Rumunii (Partidul Național Român), która nie zdobyła większego poparcia. Pisze książki z zakresu socjologii polityki i wcielania w życie wartości demokratycznych.
Jest żonaty (żona Mariana), ma dwoje dzieci.

## Publikacje
- 2003: Declinul sau apoteoza puterii? (Wyd. Rao)
- 2007: Sociologie politică (Wyd. Rao)
- 2009: De la regimul comunist la regimul Iliescu (Wyd. Rao)